# Nanoro (département)
Pour le village chef-lieu, voir Nanoro.
Nanoro est un département et une commune rurale de la province du Boulkiemdé, situé dans la région du Centre-Ouest au Burkina Faso.

## Démographie
Le département et la commune rurale de Nanoro comptabilisait :
- 32 695 habitants en 2006[3].
- 47 908 habitants en 2019[2].

## Villages
Le département et la commune rurale de Nanoro est composé de quinze villages,, dont le village chef-lieu homonyme (données de population consolidées issue du recensement général de 2006) :
- Basziri (621 habitants)
- Boulpon (3 680 habitants)
- Dacissé (1 888 habitants)
- Godo (814 habitants)
- Goulouré (979 habitants)
- Gouroumbila (628 habitants)
- Kokolo (1 200 habitants)
- Nanoro (6 634 habitants)
- Nazoanga (4 173 habitants)
- Poéssi (2 476 habitants)
- Séguédin (3 547 habitants)
- Simidin (936 habitants)
- Sittaon (689 habitants)
- Soala (2 242 habitants)
- Soum (2 458 habitants)